# 女王蜂 〜Vampire Queen Bee〜
『女王蜂 〜Vampire Queen Bee〜』（じょおうばち ヴァンパイア クイーン ビー）は、高田千種による日本の漫画作品。講談社の『マガジンSPECIAL』にて2009年4月号から2011年8月号まで連載されていた。単行本は全6巻。

## ストーリー
舞台は蜂乃塚市と呼ばれる架空の町。私立蜂乃塚学園に通う中学生・桐野影郎は同級生からのいじめに耐えながら日々を過ごしていた。ある日、いつものような嫌がらせを受け、「強くなりたい」と望んだ影郎はリコという少女に出会う。彼女は『蜂』と呼ばれる吸血鬼の中でその頂点に立つ『女王蜂』と呼ばれる存在。リコに噛まれた事で彼女の『働き蜂』となり、人ならざる力に目覚めた影郎は『蜂』同士の戦いに身を置く事になった…。

## 登場人物

### 主要人物
桐野影郎（きりの かげろう）
主人公。私立蜂乃塚学園中等部3年3組に通う男子生徒。14歳。血液型B型。身長164cm。学園寮で生活しており、生物部に所属している。「影郎」という名前は生物学者の父親がウスバカゲロウにちなんでつけたものらしい。
内向的だが、生き物を愛する優しい心の持ち主。クラスではその性格から児嶋を始めとする男子からいじめを受け、女子からも冷たい目で見られており、唯一の理解者は幼馴染の円のみだった。
「強くなりたい」と望んだ際にリコに出会い、彼女に血を吸われ『働き蜂』となる。
当初はワガママなリコに手を焼き、人間に戻ろうとしていたが、女蜂との戦いの中で悲しい蜂達の戦いを止める事を望むようになる。同時にリコの内面的な脆さにも気づき彼女を守れるようになろうと決心する。
『働き蜂』としての能力はあらゆる怪我を一瞬で治す『自然治癒力』と血を見た際に発揮される種族を問わず異性を魅了する『魅力（フェロモン）』の2種。カレンとの戦いの前に瑛里香の血を吸った事で『使い魔』を操る能力を得る。ただしまだ自分の意志では操作できない模様。また来栖からお守りとして「WildFalken（ビルトファルケン）」と呼ばれる銃を託されている。
リコ
ヒロイン。影郎の前に現れた銀髪の少女。年齢不詳。血液型A型。身長138cm。
全ての蜂の頂点に立つ『女王蜂』であり、影郎を自分の『働き蜂』にする。普段は少女の姿だが、影郎の血を吸う事で一時的に大人の姿になれる。
女王蜂としての誇りと強さを持ち、高慢に振る舞って影郎を困らせることもあるが外見にあった少女としての弱さを併せ持つ。あまり口にはしないが影郎の事を深く信頼しており、酷い事を口走って一人後悔した事もある。女王蜂として戦闘力もあるが、瞬発性に優れる半面持久力がなく、多数の相手には不向き。
初登場時に礼拝堂の地下の棺桶の中で眠っており、影郎の声で目覚めた様子が見られる。現在は影郎の部屋の天井裏に住んでおり、様々な家具を持ち込んで影郎を困らせている。
過去に家族と先代の働き蜂、鳴海を殺したテレジアを追っている。

### 影郎の仲間たち
杉瀬紫苑（すぎせ しおん）
影郎のクラスの転校生。15歳。血液型O型。身長158cm。その正体は『女王蜂』の座を狙う女蜂の一人で転入前にも影郎を襲った事がある。ボーイッシュな服装と言葉づかいを好み、一人称も「ボク」。糸を使って他人を自由に操る能力に長ける。姉の瑛里香こそが女王蜂にふさわしいと思い、児嶋を操って影郎とリコに襲いかかる。最後は自分では姉を守りきれないと判断し、死を覚悟するが影郎に助けられる。その事件がきっかけで影郎に好意を抱くようになる。
現在も蜂乃塚学園に在籍しており、女であることを明かして女子寮に移動したが、スカートが苦手らしく制服は男子用を着用している。
児嶋哲太（こじま てつた）
影郎のクラスメイト。影郎に暴力を振るうなどのいじめをし、影では中学生ながら喫煙するなどの不良少年。しかし影郎が蜂になってからは彼を妬む様になる。その隙を紫苑につかれ、彼女の『働き蜂』となり影郎とリコを襲うも、影郎に助けられる。その翌日に今までの行いを謝罪し、同じ蜂の秘密を知るものとして影郎とは友人になる。当初はロン毛だったが、和解した際に反省として短髪にした。年相応にスケベな面があり、カレンの色香に惑わされたり、海辺でナンパを試みるような事もある。
紫苑の『働き蜂』ではあるが、蜂としての能力はあるか否か不明。
来栖（くるす）
蜂専門の洋品店「蜂の針」のオーナー兼デザイナーの男性。元『蜂狩り』。年齢不詳。血液型O型。身長176cm。右目の眼帯が特徴。普段はオネエ言葉で話すが、シリアスな雰囲気の時は男らしい口調になる。リコとは古い知り合いらしく、彼女の「目的」も知っている。

### 蜂乃塚学園関係者
氷川円（ひかわ まどか）
影郎の幼馴染で親友。15歳。身長169cm。血液型AB型。影郎がクラスで虐げられていた時の唯一の理解者。顔立ちが整ったイケメンで、女子からの人気が高い。実家は氷川グループという企業でかなり裕福。
影郎が『働き蜂』となった事で少し距離が出来てしまうが、カレンとの事件を境にまた距離を縮めつつある。影郎から蜂の世界の事を聞かされ、自身も巻き込まれたにもかかわらず信じていなかったが、早姫が女蜂になった事件の際にようやく蜂の存在を信じた。
葛西亜澄（かさい あすみ）
影郎のクラスメイト。バレー部に所属。児嶋曰く「クラスで一番の美少女」。移り気な性格。蜂になった影郎が気になっている。演劇公演の後に紫苑から『蜂』の存在を聞かされるも、恐れることはなく受け入れた。
二本松頼子（にほんまつ よりこ）
蜂乃塚学園の教師。現役のシスター。神学を担当。単行本第1巻の巻末漫画で本名が判明している。学園で一番厳しいシスターとして生徒達から噂されている。立ち入り禁止の礼拝堂にいた影郎を叱った際に魅力にあてられ、以来影郎が気になる存在に。女性らしくして授業を受け持つが、香水が苦手な影郎には逆効果だった。
狩野（かのう）
鳴海と同時期に蜂乃塚学園に赴任した体育教師。留学先のヨーロッパから帰国したばかりで、影郎に対して意味深な言動を度々繰り返していたことから蜂狩りではないかと疑われていたが、女蜂の存在を知らなかったため容疑者から外された。典型的な熱血教師で、いじめられっ子だった影郎を鍛えようとしていたが、桜井に噛まれた際にはすっかり怯え、そのまま気絶してしまった。
萩原早姫（はぎわら さき）
3年1組所属で演劇部部長。円とは昔からの知り合い。長身かつ巨乳。責任感の強い性格だが、所々抜けている面もある。演劇公演の前日に女蜂として目覚め、円を襲う。翌日の劇の最中にも血を求め騒ぎを起こすが、影郎の想いを受けた「WildFalken（ビルトファルケン）」によって正気に戻る。

### その他の蜂たち
瑛里香（えりか）
紫苑の姉。影郎達を最初に襲った女蜂。一人称は「瑛里香」。妹の紫苑とは違い、女の子らしいファッションを好む。使い魔を操る能力に長ける。明るく自由奔放な性格。
女王蜂の座を狙い影郎達に襲いかかるが、影郎の魅力に惑わされ撤退。それ以来影郎に好意を抱いており、積極的なアプローチで影郎に迫る。
橘カレン（たちばな カレン）
影郎達の前に現れた3人目の女蜂で、蜂乃塚市で起こっていた殺人事件の犯人。婦人警官を装って影郎と円の前に姿を現す。かなり年老いた外見だが、人間の血を吸う事で若く美しい外見に変身する。影郎と同じく「魅力（フェロモン）」を操る。魅力の力で円を操り、リコを人質にとって影郎を襲うが、使い魔の能力と魅力によって完敗。B.T.（ブラッドタブレット）を使用しすぎた事で寿命が早まっており、年老いた自分をキレイだと言ってくれた影郎にお礼を言いこの世を去った。
氷室菊乃（ひむろ きくの）
影郎達が夏休みに避暑地へ遊びに行った時に出会った少女。穏やかな笑みを浮かべた優しい性格だが、時折別人のような気配をまとう。彼女の正体はリコより先々代の女王蜂。90年前に病でこの世を去るが、テレジアの噂を聞いた事で八雲によって一時的にこの世に戻される。現在の女王蜂とその働き蜂（リコと影郎）の事を知るため2人に近づき、その強さを確認した後、想いを託して再びこの世を去った。働き蜂である八雲に対し、キツい態度やわがままをぶつける事が多々あったが、本当は全て愛情の裏返しで、その思いを日記に綴っていた。
八雲（やくも）
菊乃に仕える若い執事。正体は菊乃の働き蜂で、菊乃を守る事を全てとしている。菊乃の死後も生き続け、後に目覚めた「反魂の術を使う者（ネクロマンサー）」の力で菊乃を霊界から呼び戻した。菊乃からは嫌われていると思っていたが、彼女の日記を見る事で本当の想いを知る。
桜井、梅沢（さくらい、うめざわ）
街で狩野を逆ナンしていた2人組の女蜂。カラオケボックスで狩野と影郎を襲うが、逆に影郎の魅力にあてられる。B.T.の常習者で、以前にも2人殺害している。影郎たちに逃げられた後、何事もなかったかのようにB.T.を服用していたところを鳴海によって倒される。
樹（いつき）
黒十字会の一員である蜂乃塚学園のシスターだが、その正体は蜂狩り内部に潜伏していた女蜂。当初は穏やかな物腰を装っていたが、正体を現して以降は荒々しい口調に変化している。一撃で木の幹を粉砕出来るほどの怪力を持ち、影郎が交戦してきた女蜂の中でも無類の強さを誇る。二本松に追われて焼却炉に身を潜めていた鳴海を焼き殺そうとするが、既に正体を見抜かれており、影郎と交戦していたところ鳴海に不意打ちされたことで左腕を失い、その場から逃走する。その後鳴海へ復讐を果たすべく機会を窺っていたところ影郎と遭遇し、より強くなるべく影郎の血を狙うが、最終的に鳴海の手によって引導を渡された。
テレジア（Theresia）
先代の女王蜂で、リコの宿敵。人間や蜂を大勢殺し、その残虐性から「絶対女王」と呼ばれていた。蜂狩りに封印させられたが、再び蘇っているとの噂がある。

### 蜂狩り
鳴海勇（なるみ ゆう）
蜂狩りのメンバーである牧師。黒髪を首の後ろで結った美男子。女王蜂とその働き蜂を狩るため、情報を求めて蜂乃塚学園へ美術教師・佐藤（さとう）として潜入する。一見ほんわかした雰囲気だが、実際は蜂を狩るためなら手段を選ばない情け容赦のない性格。
実は彼こそがリコの先代の働き蜂。リコの家庭教師として屋敷に仕えていたが、89年前に女王蜂によって殺されてしまう。教会によって蜂狩りとして蘇った際は死ぬ前の記憶を持たず、蜂に対する憎悪のみで動いていた。
紫苑を人質にとって影郎を追い詰め、駆け付けたリコの事も狩ろうとしたが、リコと影郎の魅力（フェロモン）による光で過去を思い出した。その後は教会に『女王蜂は駆除した』との嘘の情報を送り、しばらく学園に滞在することになった。
五月女（さおとめ）
黒十字会の一員である蜂乃塚学園のシスターで樹の同僚。蜂乃塚学園に赴任した鳴海の補佐を行うが、正体を現した樹に襲われ左目を負傷する。
レオン
蜂狩りの一人。ニット帽を被った青年。日本語は達者。ニキと共にリコを狩りに「蜂の針」を襲撃するも、来栖に拒まれる。
ニキ
蜂狩りの一人。キャンディを加えた幼い少年。日本語は話せないらしく、作中での会話は全て外国語として横書きで表示されている。嗅覚で蜂の居所を探る事が出来る。児嶋をあっさり倒すも、直後に復活したリコに噛まれて倒される。

## 用語
蜂（はち）
本作の吸血鬼の総称。人間の血を吸い、様々な能力を持つ。

女王蜂（じょおうばち）
多くの蜂達の頂点に立つ蜂。同時代に一人しか存在しない。年をとることなく長い寿命を持ち、血を吸う事でその相手を「働き蜂」にする事が出来る。現在の女王蜂はリコであり、右手の親指にはめている指輪が女王蜂の証である。

女蜂（めすばち）
女性の蜂の総称。超人的な能力を持つ半面、通常の人間に比べ寿命が短いという欠点がある。そのため大半の女蜂は長い寿命を持つ女王蜂の座を狙っている。本来は働き蜂を生み出すことはできないが、満月の夜のみ力が高まり、働き蜂を生み出すことが可能になる。

働き蜂（はたらきばち）
女王蜂が血を吸う事で生み出す存在。主を命懸けで守る事を使命とする。

B.T.（ブラッドタブレット）
橘カレンが持っていた赤い色をした錠剤。飲むと人間の血を吸った時の数倍の効力があるが、副作用が強く蜂にとっては麻薬のようなもの。
蜂狩り（はちがり）
教会が秘密裏に組織する『黒十字会』に属する蜂専門の暗殺部隊。『相手の善悪を判断しなければ手を出してはいけない』という掟に従い、人間に対して害をなす蜂を狩る事を目的としている。武器として特殊な針を使い、この針が刺さった蜂は体が灰のように崩れてしまう。
蜂に殺された人間に教会に伝わる『秘薬（女王蜂の始祖の血から作られたもの）』を飲ませる事で、一部の者が蜂の力を持った人間、通称（ダンピール）として蘇った者が蜂狩りとなる。

## 単行本
高田千草『女王蜂 〜Vampire Queen Bee〜』講談社コミックス マガジン 全6巻
1. 2009年9月17日発売 ISBN 978-4-06-384193-0
2. 2010年1月15日発売 ISBN 978-4-06-384228-9
3. 2010年6月17日発売 ISBN 978-4-06-384315-6
4. 2010年11月17日発売 ISBN 978-4-06-384399-6
5. 2011年5月17日発売 ISBN 978-4-06-384492-4
6. 2011年8月17日発売 ISBN 978-4-06-384539-6